# Dearka Elsman
Dearka Elsman è un personaggio appartenente alla linea temporale Cosmic Era della metaserie di anime Gundam. Un pilota solitamente di buon umore della squadra Zala di ZAFT, a cui piace usare il suo pesante sarcasmo contro i Naturali ed i più deboli.

## Storia

### Gundam SEED
Diventa il pilota dell'unità GAT-X103 Buster trafugata all'Alleanza Terrestre e la utilizza in continui assalti contro la nave Archangel.
Durante un combattimento il suo Buster Gundam viene danneggiato dal FX-550 Skygrasper pilotato da Mu La Flaga e viene obbligato ad arrendersi sotto la minaccia dei cannoni principali dell'Archangel puntatigli contro. Viene tenuto prigioniero sull'Archangel fino a che la nave non diserta per unirsi alla'Unione di Orb, constatando come sia l'Alleanza Terrestre, sia ZAFT siano controllate da persone corrotte riprende a pilotare il suo Gundam Buster per combattere al fianco della Fazione di Clyne per difendere Miriallia Haw.
Durante la battaglia di Mendel affronta il suo stretto amico Yzak Joule che lo accusa di aver tradito ZAFT e PLANT. Dearka ammette che non li sta tradendo, ma che semplicemente che dopo essere stato a bordo dell'Archangel ha imparato a rispettare i Naturali diventando amico di Miriallia. Dearka sa che non può tornare a ZAFT poiché il Primo Consigliere Patrick Zalas vuole sterminare tutti i Naturali. Yzak si rifiuta di credergli e pensa che Dearka sia stato ingannato, Dearka risponde chiedendogli chi tra i due viene veramente ingannato. Durante la Seconda Battaglia di Jachin Due, il Buster viene danneggiato gravemente in battaglia, ma Dearka sopravvive grazie all'intervento di Yzak.

### Gundam SEED Destiny
Dearka diventa parte del Joule Team condotto da Yzak in Mobile Suit Gundam SEED Destiny.